# Доминиканска Република на Светском првенству у атлетици на отвореном 2013.
Доминиканска Република је на 14. Светском првенству у атлетици на отвореном 2013. одржаном у Москви од 10. до 18. августа, учествовала дванаести пут. Према пријави репрезентацију Доминиканске Републике представљало је 10 атлетичара (5 мушкараца и 5 жена), који су се такмичили у 8 дисциплина (4 мушке и 4 женске).,
На овом првенству Доминиканска Република је по броју освојених медаља делила 33. место са једном медаљом (бронзана).
Оборен је један национални рекорд, постигнут је један личних рекорд у сезони. 
У табели успешности према броју и пласману такмичара који су учествовали у финалним такмичењима (првих 8 такмичара) Доминиканска Република је са два учесника у финалу делила 27 место са 10 бода.
| Плас. | Земља                  | 1. место | 2. место | 3. место | 4. место | 5. место | 6. место | 7. место | 8. место | Бр. финал. | Бод. |
| ----- | ---------------------- | -------- | -------- | -------- | -------- | -------- | -------- | -------- | -------- | ---------- | ---- |
| =27.  | Доминиканска Република | 0        | 0        | 1        | 0        | 1        | 0        | 0        | 0        | 2          | 10   |

## Учесници
| Мушкарци: - Лугелин Сантос — 200 м, 400 м, 4 х 400 м - Густаво Куеста — 400 м, 4 х 400 м - Феликс Санчез — 400 м препоне - Ерцимент Олгундениз — 4 х 400 м - Yon Soriano — 4 х 400 м | Жене: - Mariely Sánchez — 100, 4 х 100 м - Лавон Идлет — 100 м препоне - Fany Chalas — 4 х 100 м - Marleni Mejia — 4 х 100 м - Margarita Manzueta — 4 х 100 м |  |

## Освајачи медаља

### Бронза (1)
- Лугелин Сантос — 400 м

## Резултати

### Мушкарци
| Атлетичар                                                     | Дисциплина    | Лични рекорд        | Квалификације | Квалификације | Полуфинале           | Полуфинале           | Финале                | Финале       | Детаљи |
| Атлетичар                                                     | Дисциплина    | Лични рекорд        | Резултат      | Место         | Резултат             | Место                | Резултат              | Место        | Детаљи |
| ------------------------------------------------------------- | ------------- | ------------------- | ------------- | ------------- | -------------------- | -------------------- | --------------------- | ------------ | ------ |
| Лугелин Сантос                                                | 200 м         | 20,55 (+0,5 м/с) НР | 21,13         | 7. у гр. 5    | Није се квалификовао | Није се квалификовао | Није се квалификовао  | 38 / 55 (56) |        |
| Лугелин Сантос                                                | 400 м         | 44,45 НР            | 45,23 КВ      | 1. у гр. 4    | 44,83 КВ             | 2. у гр. 4           | 44,52 ЛРС             |              |        |
| Густаво Куеста                                                | 400 м         | 45,45               | 45,93 КВ      | 4. у гр. 5    | 45,93                | 7. у гр. 2           | Није се квалификовао  | 20 / 32 (35) |        |
| Феликс Санчез                                                 | 400 м препоне | 47,25 НР            | 49,20 КВ      | 1. у гр. 3    | 48,10 КВ, ЛРС        | 2. у гр. 3           | 48,22                 | 5 / 35 (41)  |        |
| Arismendy Peguero Густаво Куеста2 Yon Soriano Лугелин Сантос2 | 4 х 400 м     | 3:00,44 НР          | 3:03,61       | 5. у гр. 1    |                      |                      | Нису се квалификовали | 14 / 24      |        |

- Атлетичари означени бројем 2 су учествовали и у некој од појединачних дисциплина.

### Жене
| Атлетичарка                                                   | Дисциплина    | Лични рекорд        | Квалификације | Квалификације | Полуфинале | Полуфинале | Финале                | Финале       | Детаљи |
| Атлетичарка                                                   | Дисциплина    | Лични рекорд        | Резултат      | Место         | Резултат   | Место      | Резултат              | Место        | Детаљи |
| ------------------------------------------------------------- | ------------- | ------------------- | ------------- | ------------- | ---------- | ---------- | --------------------- | ------------ | ------ |
| Mariely Sánchez                                               | 100 м         | 11,24 (+0,1 м/с) НР | 11,41 кв      | 4. у гр 1     | 11,41      | 8. у гр 2  | Нису се квалификовале | 21 / 45 (46) |        |
| Mariely Sánchez                                               | 200 м         | 23,01 (+0.5 m/s) НР | 23,05 кв      | 5. у гр 7     | 23,05      | 5. у гр 2  | Нису се квалификовале | 14 / 46 (50) |        |
| Лавон Идлет                                                   | 100 м препоне | 12,77 (+1,8 м/с) НР | 13,06 КВ      | 2. у гр. 5    | 12,91      | 4. у гр. 1 | Нису се квалификовале | 11 / 36 (37) |        |
| Mariely Sánchez2 Fany Chalas Marleni Mejia Margarita Manzueta | 4 х 100 м     | 43,92 НР            | 43,28 НР      | 5. у гр. 1    |            |            | Нису се квалификовале | 14 / 17 (19) |        |

- Атлетичарке означене бројем 2 су учествовали и у некој од појединачних дисциплина.